# مسجد هدایت
مسجد هدایت مسجدی است که در خیابان جمهوری تهران (در بخشی که گذشته خیابان استامبول نامیده می‌شد) قرار دارد. این بنای باقی مانده از دورهٔ قاجار به شماره ۱۵۷۸۵ در فهرست آثار ملی کشور به ثبت رسیده‌است. آیت‌الله طالقانی سال‌ها در این مسجد به سخنرانی و برگزاری جلسات درس قرآن می‌پرداخت. این مسجد از پایگاه‌های فعال سیاسی-مذهبی در جریان مبارزات ضدپهلوی بود.

## تاریخچه
بانی تکیه و مقبره هدایت علی قلی‌خان مخبرالدوله فرزند رضا قلی‌خان هدایت و واقف مسجد و مقبره و درمانگاه هدایت حاج مهدیقلی خان هدایت بوده‌است. مسجد در ابتدا تکیه بوده و طبق وصیت علی قلی‌خان هدایت پس از گذشت سی سال از مرگ وی بنای مقبره نیز به رواق مسجد اضافه شد. با اضافه شدن مقبره به شبستان مسجد دارای چهار فرش انداز و دو ورودی شد. ورودی اول از خیابان جمهوری که ورودی مقبره بوده و ورودی دوم همان ورودی اصلی مسجد است که از بن‌بست کنار مسجد است. مرز قدیمی بین مسجد و مقبره با ستون و تویزهای تیزه‌دار مشخص است. طی مرمت و بازسازی مسجد که در سال ۱۳۶۸ آغاز و در سال ۱۳۷۰ شمسی پایان گرفت ، سقف از بالای محراب تا ارتفاع حدوداً دو متر بالاتر رفته‌ است و یک نیم طبقه بر روی آن ساخته شده‌است که مسجد را وسعت بخشیده‌است. نیم طبقه تقریباً تنها بر روی قسمتی که مقبره بوده قرار دارد و سقف شبستان در ارتفاع بالاتری است که نورگیری با آینه کاری زیبا در آن تعبیه شده‌است که آن نیز طی مرمت انجام شده به وجود آمده‌است. چه بسا تکیه کوچک هدایت چنین روزی را به خود نمی‌دید.
در مسجد هدایت ۱۰ تن از خاندان هدایت به خاک سپرده شده‌اند؛ «"علی‌قلی خان هدایت"، "علی‌قلی خان مخبرالدوله"، "جعفرقلی خان نیرالملک"، "اقتدار الملوک هدایت –دختر علی‌قلی‌خان مخبرالدوله-"، "حسین قلی‌خان هدایت –پسر مخبرالدوله-"، "نصرالملک " و "مصطفی علی‌قلی خان فهیم‌الدوله" –نوه‌های مخبرالدوله-، "مریم خانم هدایت" و "عبدالعلی خان هدایت" -همسر و فرزند محمدقلی‌خان مخبرالملک.

## دوران طالقانی

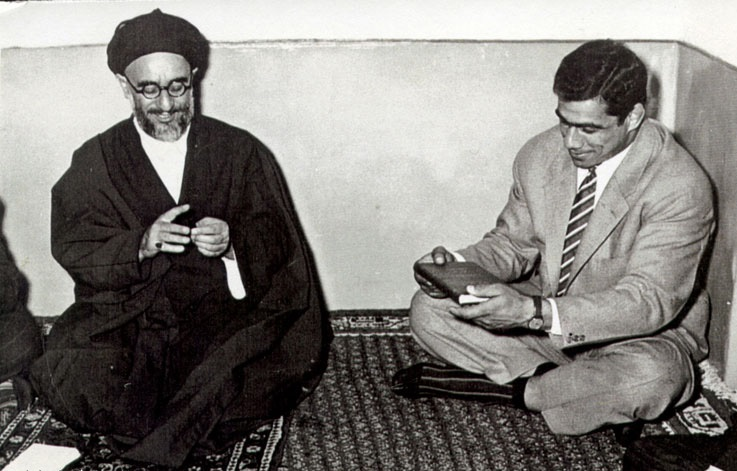
محمود طالقانی و غلامرضا تختی در مسجد هدایت

محمود طالقانی در دوران امامت جماعت خود توانست کاری کند که آن مکان مورد توجه اقشاری از جامعه و از قبیل دانشجویان و دانشگاهیان قرار بگیرد. طالقانی گفته بود این نوشته را بر سردر مسجد و در کنار سینما نصب کنند که:
| متاع کفر و دین بی‌مشتری نیست |  | گروهی این، گروهی آن پسندند |

طالقانی دربارهٔ مسجدالنبی معتقد بود که «مسجد مذکور هم مکان جهاد بود، هم تعلیم و تربیت و هم مرکز رفع اختلاف؛ فقط یک چیز نبود، مجلس فاتحه نبود.» او با چنین تلقی‌ای، مسجد هدایت را بنیان‌گذاری کرد. وی در مسجد جلسات تفسیر قرآن و سخنرانی و غیره ترتیب می‌داد.
طالقانی برای جذب جوانان به مسجد، برخی آخوندها و همچنین برخی روشنفکران دینی را برای سخنرانی به مسجد دعوت می‌کرد.امامت مسجد در اختیار طالقانی بود که هر بار که او به زندان می‌رفت یا ممنوع‌المنبر می‌شد، سخنرانان دیگری در این مسجد و اغلب در شب‌های جمعه سخنرانی داشتند.
بسیاری از انقلابیون و مبارزان ضد محمدرضا پهلوی از قبیل ملی-مذهبی‌ها و بنیانگذاران سازمان مجاهدین خلق مِن‌جُمله محمد حنیف نژاد نیز در این مسجد رشد کردند و پا به عرصهٔ سیاست گذاشتند.